# World Cyber Games 2008
World Cyber Games 2008 odbyły się w niemieckiej Kolonii w dniach 5 - 9 listopada 2008. Areną zmagań graczy była 8. hala targowa koelnmesse.

## Rozgrywane konkurencje
Uczestnicy World Cyber Games w Kolonii w 2008 roku rywalizowali w 14 konkurencjach.
- Strzelanka pierwszoosobowa
  -  Counter-Strike 1.6
  -  Halo 3

- MMORPG
  -  Red Stone

- Muzyka
  -  Guitar Hero III: Legend of Rock

- Real-Time Strategy
  -  Age of Empires III: The Asian Dynasties
  -  Command & Conquer 3: Gniew Kane'a
  -  StarCraft: Brood War
  -  Warcraft III: The Frozen Throne

- Sport
  -  Carom3D
  -  FIFA 08

- Sztuki walki
  -  Virtua Fighter 5 Online

- Wyścigi
  -  Asphalt 4: Elite Racing
  -  Need for Speed: ProStreet
  -  Project Gotham Racing 4

## Państwa
| Azja - Bangladesz - Chiny - Chińskie Tajpej - Hongkong - Indie - Indonezja - Japonia - Korea Południowa - Malezja - Pakistan - Filipiny - Sri Lanka - Singapur - Tajlandia - Wietnam | Ameryka - Argentyna - Brazylia - Kanada - Chile - Kolumbia - Kostaryka - Ekwador - Gwatemala - Gwadelupa - Meksyk - Nikaragua - Panama - Peru - Stany Zjednoczone - Wenezuela | Europa - Armenia - Azerbejdżan - Belgia - Chorwacja - Dania - Finlandia - Gruzja - Grecja - Irlandia - Kazachstan - Litwa - Macedonia Północna - Holandia - Polska - Rumunia - Serbia - Słowenia - Szwecja - Ukraina - Uzbekistan | - Austria - Białoruś - Bułgaria - Czechy - Estonia - Francja - Niemcy - Węgry - Włochy - Łotwa - Luksemburg - Czarnogóra - Norwegia - Portugalia - Rosja - Słowacja - Hiszpania - Szwajcaria - Wielka Brytania | B.W. i Afryka - Kamerun - Egipt - Izrael - Nigeria - Arabia Saudyjska - Południowa Afryka - Zjednoczone Emiraty Arabskie Oceania - Australia - Nowa Zelandia |

### Reprezentacja Polski
Counter Strike
- Mariusz Cybulski
- Jakub Gurczyński
- Filip Kubski
- Łukasz Wnęk
- Wiktor Wojtas

FIFA
- Jakub Olczak

Need for Speed
- Rafał Nadol

StarCraft
- Krzysztof Nalepka

Warcraft
- Dariusz Kramp

Projekt Gotham Racing
- Krzysztof Sura

## Medaliści
| Konkurencja             |                                                                                             | |                                                                                    | 4                                                                                     |
| Age of Empires III      | Ryan Mancl Pseudonim: h2o_                                                                  | Kang Byeong-geon Pseudonim: iamgrunt                                                                  | Max Laub Pseudonim: TheDemon                                                       | Luigi Knoppers Pseudonim: Luigi                                                       |
| Asphalt 4               | Jared Beins Pseudonim: Slyfoxlover                                                          | Steven Anderson Pseudonim: Bluewolf                                                                   | Andreas Rode Pseudonim: neogetix                                                   | Chris Marsh Pseudonim: Mellow                                                         |
| Carom3D                 | Gu Myeon-gjin Pseudonim: KEnSin                                                             | Ilijan Kirjakow Pseudonim: InmORtall                                                                  | Paulo Corgosinho Pseudonim: Guigo123                                               | Andreas Krieger Pseudonim: Proton                                                     |
| Command and Conquer 3   | Pascal Pfefferle Pseudonim: Dackel                                                          | Benjamin Schuetz Pseudonim: Heckenheinrich                                                            | David Lathrop Pseudonim: khufu_ownz                                                | Leon Machens Pseudonim: Xeon                                                          |
| Counter-Strike          | Zespół: mTw.AMD Jonas Svendsen Muhamed Eid Danny Sorensen Alexander Holdt Christoffer Sunde | Zespół: SK-Gaming Kristoffer Nordlund Marcus Sundstrom Dennis Wallenberg Robert Dahlstrom Jimmy Allen | Zespół: eSTRO Kang Keun-chul Pyeon Seon-ho Lee Sung-jae Park Jin-hee Jung Su-young | Zespół: Norway Ola Moum Preben Gammelsæter Tommy Skoglund Mats Nygren Sondre Svanevik |
| FIFA 08                 | Craciun Marius Pseudonim: nExt-BeBe                                                         | Pedro Caiado Pseudonim: LastNightPT                                                                   | Juan Franisco Sotullo Pseudonim: Patan                                             | Ołeh Chmara Pseudonim: forZe.Walkman.C-                                               |
| Guitar Hero III         | George Boothby Pseudonim: Monkey                                                            | Lorenzo Castelli Pseudonim: Lo7_                                                                      | Gustav Norman Pseudonim: Gugge2000                                                 | Jan Brunner Pseudonim: samqwe                                                         |
| Halo 3                  | Zespół: EndResult Kevin Thomas Garcia Max Rawal Mark James Christopher Kerluke              | Zespół: SSK. Steven Castaldi Nicolas Taboureau Quinzain Gregory Maxime Rollan                         | Zespół: Mob_Deep Leland Jones Ian Schult Joey Yamcharern Jordan Blackburn          | Zespół: ENCORE.BBR Tom Baldock Stefan Bedford Matt Skeoch Adam Hall                   |
| Need for Speed          | Nikołaj Frontow Pseudonim: USSRxMrRASER                                                     | Walerij Nikołajew Pseudonim: USSRxProStreet                                                           | Steffan Amende Pseudonim: Steffan                                                  | Rafał Nadol Pseudonim: FTINaDoL                                                       |
| Project Gotham Racing 4 | Wouter van Someren Pseudonim: Handewasser                                                   | Ben Morris Pseudonim: Live                                                                            | Stefan Koenigsmark Pseudonim: SteVeK                                               | Brian Boyle Pseudonim: BBoyle                                                         |
| Red Stone               | Zespół: Comeonbaby Kang Ki-pyo Kim Seung-rywl                                               | Zespół: HappysweetsB Tomohiro Takami Shouta Ueda                                                      | Zespół: HappysweetsA Hiroto Watanabe Kuniaki Kitagawa                              | Zespół: USA_ Zach Wolters Jon Lunceford                                               |
| Starcraft               | Park Chan-su Pseudonim: Luxury                                                              | Song Byung-gu Pseudonim: Stork                                                                        | Jewhen Oparyszew Pseudonim: STRELOK                                                | Liu Yin Pseudonim: Lovett                                                             |
| Virtua Fighter 5        | Hiromiki Kumada Pseudonim: ITABASHI                                                         | Danny Koo Pseudonim: Danny13                                                                          | Adnan Rana Pseudonim: adanYUKI                                                     | Darius Schuiszill Pseudonim: stprock                                                  |
| Warcraft 3              | Manuel Schenkhuizen Pseudonim: Grubby                                                       | Jang Jae-ho Pseudonim: MYM]Moon                                                                       | Dmitrij Kostin Pseudonim: Happy                                                    | Mychajło Nowopaszyn Pseudonim: GG.HoT.C-Club                                          |

## Klasyfikacja medalowa
| Lp. | Państwo           | złoto | srebro | brąz | razem | +/- WCG 2007 |
| --- | ----------------- | ----- | ------ | ---- | ----- | ------------ |
| 1.  | Korea Południowa  | 3     | 3      | 1    | 7     | +1           |
| 2.  | Holandia          | 2     | 0      | 1    | 3     | +2           |
| 3.  | Stany Zjednoczone | 1     | 1      | 3    | 5     | -2           |
| 4.  | Niemcy            | 1     | 1      | 2    | 4     | +1           |
| 5.  | Rosja             | 1     | 1      | 1    | 3     | +9           |
| 5.  | Japonia           | 1     | 1      | 1    | 3     | n/d          |
| 7.  | Singapur          | 1     | 1      | 0    | 2     | n/d          |
| 7.  | Wielka Brytania   | 1     | 1      | 0    | 2     | -1           |
| 9.  | Dania             | 1     | 0      | 0    | 1     | +1           |
| 9.  | Kanada            | 1     | 0      | 0    | 1     | n/d          |
| 9.  | Rumunia           | 1     | 0      | 0    | 1     | n/d          |
| 12. | Szwecja           | 0     | 1      | 1    | 2     | -2           |
| 13. | Bułgaria          | 0     | 1      | 0    | 1     | +1           |
| 14. | Francja           | 0     | 1      | 0    | 1     | -7           |
| 14. | Portugalia        | 0     | 1      | 0    | 1     | n/d          |
| 14. | Włochy            | 0     | 1      | 0    | 1     | -4           |
| 17. | Argentyna         | 0     | 0      | 1    | 1     | n/d          |
| 17. | Austria           | 0     | 0      | 1    | 1     | -3           |
| 17. | Brazylia          | 0     | 0      | 1    | 1     | -15          |
| 17. | Ukraina           | 0     | 0      | 1    | 1     | -3           |